# Cardiaspina squamula
Cardiaspina squamula är en insektsart som beskrevs av Taylor 1962. Cardiaspina squamula ingår i släktet Cardiaspina och familjen rundbladloppor. Inga underarter finns listade i Catalogue of Life.